# Appenzell Innerrhoden
Appenzell Innerrhoden – najmniejszy po Bazylei-Mieście kanton w Szwajcarii, położony we wschodniej części tego kraju. Jego siedziba znajduje się w miejscowości Appenzell, której dzielnice leżą na terenie trzech gmin (Bezirk) (Appenzell, Rüte oraz Schwende). Dla usprawnienia zarządzania wsią utworzono w XVI wieku gminę nadzoru przeciwpożarowego (niem. Feuerschaugemeinde), obejmującą te trzy dzielnice. Jeden z dwóch kantonów w których wciąż władzę sprawuje zgromadzenie ludowe (Landsgemeinde).
Appenzell Innerrhoden powstał w 1597 roku, wówczas jako półkanton, z podziału kantonu Appenzell, który to należał do Starej Konfederacji Szwajcarskiej od 1513 roku. Najwyższym szczytem kantonu jest Säntis, o wysokości 2502 m n.p.m.

## Podział administracyjny
Kanton dzieli się na pięć gmin (Bezirk):
- Appenzell, 5864 mieszkańców, 16,88 km²
- Gonten, 1466, 24,73 km²
- Oberegg, 1928, 14,61 km²
- Schlatt-Haslen, 1108, 17,93 km²
- Schwende-Rüte, 6050, 98,33 km².

(liczba ludności 31 grudnia 2022)

## Demografia
Językiem urzędowym kantonu jest język niemiecki. Językami z najwyższym odsetkiem użytkowników są:
- język niemiecki – 92,9%,
- język serbsko-chorwacki – 2,5%,
- język albański – 1%[1].

## Gospodarka
W kantonie rozwinął się przemysł włókienniczy. Ponadto w kantonie rozwinęło się rzemiosło artystyczne.

## Zmiany administracyjne
- 1 maja 2022 – połączenie gminy Schwende z gminą Rüte w nowa gminę Schwende-Rüte